# Andreas Leknessund
Andreas Rikardsen Leknessund (* 21. května 1999) je norský profesionální silniční cyklista jezdící za UCI ProTeam Uno-X Mobility.

## Hlavní výsledky
2016
Národní šampionát
2. místo časovka juniorů
Mistrovství Evropy
5. místo časovka juniorů
2017
Mistrovství Evropy
 vítěz časovky juniorů
Národní šampionát
 vítěz časovky juniorů
2. místo silniční závod juniorů
Tour du Pays de Vaud
 celkový vítěz
vítěz 1. etapy
Course de la Paix Juniors
2. místo celkově
vítěz etapy 2a (ITT)
Trophée Center Morbihan
2. místo celkově
vítěz 2. etapy (ITT)
Internationale Niedersachsen-Rundfahrt
6. místo celkově
vítěz etapy 2a (ITT)
Trofeo Karlsberg
7. místo celkově
Mistrovství světa
8. místo časovka
2018
Národní šampionát
2. místo časovka
Ronde de l'Isard
7. místo celkově
Grand Prix Priessnitz spa
8. místo celkově
2019
Národní šampionát
 vítěz časovky
2. místo silniční závod
Grand Prix Priessnitz spa
 celkový vítěz
 vítěz soutěže mladých jezdců
vítěz 3. etapy
Circuit des Ardennes
2. místo celkově
 vítěz soutěže mladých jezdců
Ronde de l'Isard
2. místo celkově
2. místo Gent–Wevelgem Under–23
Mistrovství Evropy
5. místo časovka
2020
Mistrovství Evropy
 vítěz časovky do 23 let
Národní šampionát
 vítěz časovky
3. místo silniční závod do 23 let
Giro del Friuli Venezia Giulia
 celkový vítěz
 vítěz bodovací soutěže
 vítěz vrchařské soutěže
vítěz etap 1 (TTT) a 3
vítěz Hafjell GP
vítěz Lillehammer GP
Okolo Slovenska
4. místo celkově
 vítěz soutěže mladých jezdců
8. místo Piccolo Giro di Lombardia
2021
Národní šampionát
3. místo časovka
4. místo silniční závod
Arctic Race of Norway
7. místo celkově
10. místo Brabantský šíp
2022
Arctic Race of Norway
 celkový vítěz
 vítěz soutěže mladých jezdců
vítěz 4. etapy
Tour de Suisse
vítěz 2. etapy
2023
Národní šampionát
3. místo časovka
Giro d'Italia
8. místo celkově
lídr  po etapách 4 – 8
lídr  po etapách 4 – 8

### Výsledky na Grand Tours
| Grand Tour      | 2022 | 2023 |
| --------------- | ---- | ---- |
| Giro d'Italia   | —    | 8    |
| Tour de France  | 28   | —    |
| Vuelta a España | —    | —    |

| —   | Nezúčastnil se |
| DNF | Nedokončil     |